# Holler If Ya Hear Me
«Holler If Ya Hear Me» — перший сингл з другого студійного альбому американського репера Тупака Шакура Strictly 4 My N.I.G.G.A.Z. Більша частина пісні сповнена розчарування бідністю афроамериканців, поліцейською сваволею й переслідуванням Тупака політичним діячем Деном Квейлом. Трек має автобіографічний характер, покликається на різні травми, з якими стикався виконавець. На думку редактора Vibe, пісня вразила значну частину невдоволеної молоді. Назву «Holler If Ya Hear Me» також має книга Майкла Еріка Дайсона про життя Тупака й мюзикл 2014 року.

## Відеокліп
Кліп знято у сепії в енергійному, майже хаотичному темпі. На початку відео хлопчик стає свідком смерті батька. Текст про опір несправедливості підкріплено збиранням молодих чорних чоловіків та жінок для ходи вулицями. Між цими кадрами показано хлопчика після смерті батька. Поки матір згадує померлого чоловіка, він знаходить у будинку гроші й купує на них у провулку пістолет. Ближче до кінця кліпу Тупак у бронежилеті перебуває в тирі разом з групою молодих людей, що стріляють у паперові мішені (особливо точно в груди та інші життєво важливі місця). У фінальній сцені Тупак з кумпанією покидають місце. Хлопчик самотньо стоїть у тирі, знімає бейсболку, яка приховувала довге волосся. Дівчина цілиться й стріляє з пістолета у мішень.

## Семпли
- «Atomic Dog» у вик. Джорджа Клінтона
- «Get Off Your Ass and Jam» у вик. Funkadelic
- «Do It Any Way You Wanna» у вик. People's Choice
- «I Heard It Through the Grapevine» у вик. Роджера Трутмена
- «Rebel Without a Pause» у вик. Public Enemy
- «Cocaine on My Brain» у вик. Dillinger

## Список пісень
Сторона А
1. «Holler If Ya Hear Me» (Black Caesar Radio Mix) — 3:28
2. «Holler If Ya Hear Me» (Black Caesar LP Version) — 4:37
3. «Holler If Ya Hear Me» (Black Caesar Instrumental) — 4:40

Сторона Б
1. «Holler If Ya Hear Me» (Broadway Mix) — 4:31
2. «Holler If Ya Hear Me» (New York Stretch Mix) — 3:47
3. «Flex» (з участю Live Squad) — 4:19